# Israelitische Religionsgesellschaft
Israelitische Religionsgesellschaft (auch: Adass Jisroel bzw. Adaß Jisroel, hebräisch עדת ישראל nach 2. Mose, 12, oder Adass Jeschurun, עדת ישורון nach 5. Mose 32,15, wörtlich übersetzt „Gemeinschaft Israels“) nannten sich neu-orthodoxe jüdische Austrittsgemeinden ab den 1860er Jahren im deutschsprachigen Raum. Hervorgegangen aus Minjanim, die sich gegen Modernisierungen des liberalen Reformjudentums wie Orgelmusik und gemischten Chorgesang in der Synagoge oder Änderungen im Gebetbuch wandten, und in Abgrenzung zur Gemeindeorthodoxie, die als strenggläubige Gruppe dennoch in der Einheitsgemeinde verblieb, etablierte sich die Austrittsorthodoxie ab etwa 1870 auch rechtlich in Form eigener Körperschaften. Vorbild war die von Samson Raphael Hirsch geleitete Kehilla in Frankfurt am Main.

## Geschichte
Bereits in der Mitte des 19. Jahrhunderts gab es, vor allem von Frankfurt am Main aus, orthodoxe Bestrebungen nach dem Prinzip „Tora im derech erez“. Dieser programmatische Satz (hebräisch יפה תלמוד תורה עם דרך ארץ aus Sprüche der Väter 2,2) lässt sich frei übersetzen als Plädoyer für das „Studium der Religionsgesetze zusammen mit Aufmerksamkeit für die Erfordernisse der Gegenwart“. Betont werden dabei die praktischen Gesichtspunkte der Halacha, die Lebensweise nach den im Schulchan Aruch kodifizierten Geboten.
Anders als die „Altorthodoxie“ polnisch-galizischer Prägung, in der mehr das wiederholende „Lernen“ und der emotionale Bezug zum aschkenasischen Brauchtum im Mittelpunkt standen, suchten die Neuorthodoxen – zeitgenössisch oft als „Israeliten“ tituliert – einen mehr rationalistischen, reflektierten Zugang zur Religion der Väter und hatten meist einen deutsch-österreichischen, teils ungarischen Hintergrund. Einer der frühesten Initiatoren der Bewegung war Jakob Ettlinger, aus Karlsruhe stammender Rabbiner in Altona und Lehrer von S. R. Hirsch und Esriel Hildesheimer. An Raw Hildesheimer wird der enge Bezug zum deutsch-ungarischen Judentum deutlich. Aus Halberstadt gebürtig, hatte er seine Laufbahn im damals ungarischen Eisenstadt begonnen und bildete später am Rabbinerseminar in Berlin zahlreiche Kandidaten aus Ungarn aus, die die Austrittsorthodoxie entscheidend mitprägten.
Mit dem von Eduard Lasker erkämpften preußischen Gesetz vom 28. Juli 1876 betr. den Austritt aus den Synagogengemeinden (Austrittsgesetz) wurde es „toratreuen“ Juden möglich, sich aus religiösen Bedenken, ohne Austritt aus dem Judentum selbst, von der kritisierten Einheitsgemeinde zu lösen und eigene Gemeindestrukturen zu bilden. Nach dem Frankfurter Modell und unter dem starken Einfluss der Schriften von S. R. Hirsch bildeten sich Gemeinden mit eigenen Synagogen u. a. in Berlin, Heilbronn, Karlsruhe, Köln, Mainz, Wiesbaden, Washington Heights (New York City), Wien (Schiffschul) und Zürich.
Nur wenige der osteuropäischen Rabbiner, die mit den Migrationsströmen seit dem späten 19. Jahrhundert und den Flüchtlingswellen vor den Pogromen in Polen und der Ukraine nach Deutschland kamen, schlossen sich den Neuorthodoxen an. Ihre Anhängerschaft mit Wurzeln im Chassidismus und heimisch in der jiddischen Sprache erhielt von den hochdeutsch sprechenden, westlich gebildeten Mitgliedern der „Frankfurter“ Austrittsbewegung mancherlei Hilfen zur Integration, trafen aber auch wegen ihres manchmal als laut und ungehobelt empfundenen Auftretens auf Ablehnung. Während so die „Ostjuden“ mit ihren Talmudgelehrten und ihrer  religiösen Hingabe im aufgeklärten Westen eher isoliert blieben, distanzierten sich wiederum diejenigen Familien, die zur Gemeindeorthodoxie hielten und dem „Würzburger Raw“ Seligmann Bär Bamberger folgten, der unter den Orthodoxen für den Verbleib in den angestammten Gemeinden warb. So blieb die Austrittsorthodoxie doch auf einzelne Familien des gehobenen Bürgertums beschränkt und fand trotz ihrer Offenheit gegenüber anderen Strömungen keinen großen Widerhall.
1938 zerstörten die Nazis in ihrem Einflussbereich durch die Novemberpogrome 1938 und darauf folgende Zwangsmaßnahmen und Plünderungen die Israelitische Religionsgesellschaft und ihre Schwestergemeinden. Die einzige Austrittsgemeinde in Deutschland ist derzeit (2014) der 2013 gegründete Israelitische Synagogen-Gemeinde Adass Jisroel zu Berlin K.d.ö.R. in Berlin.

## Große Gemeinden

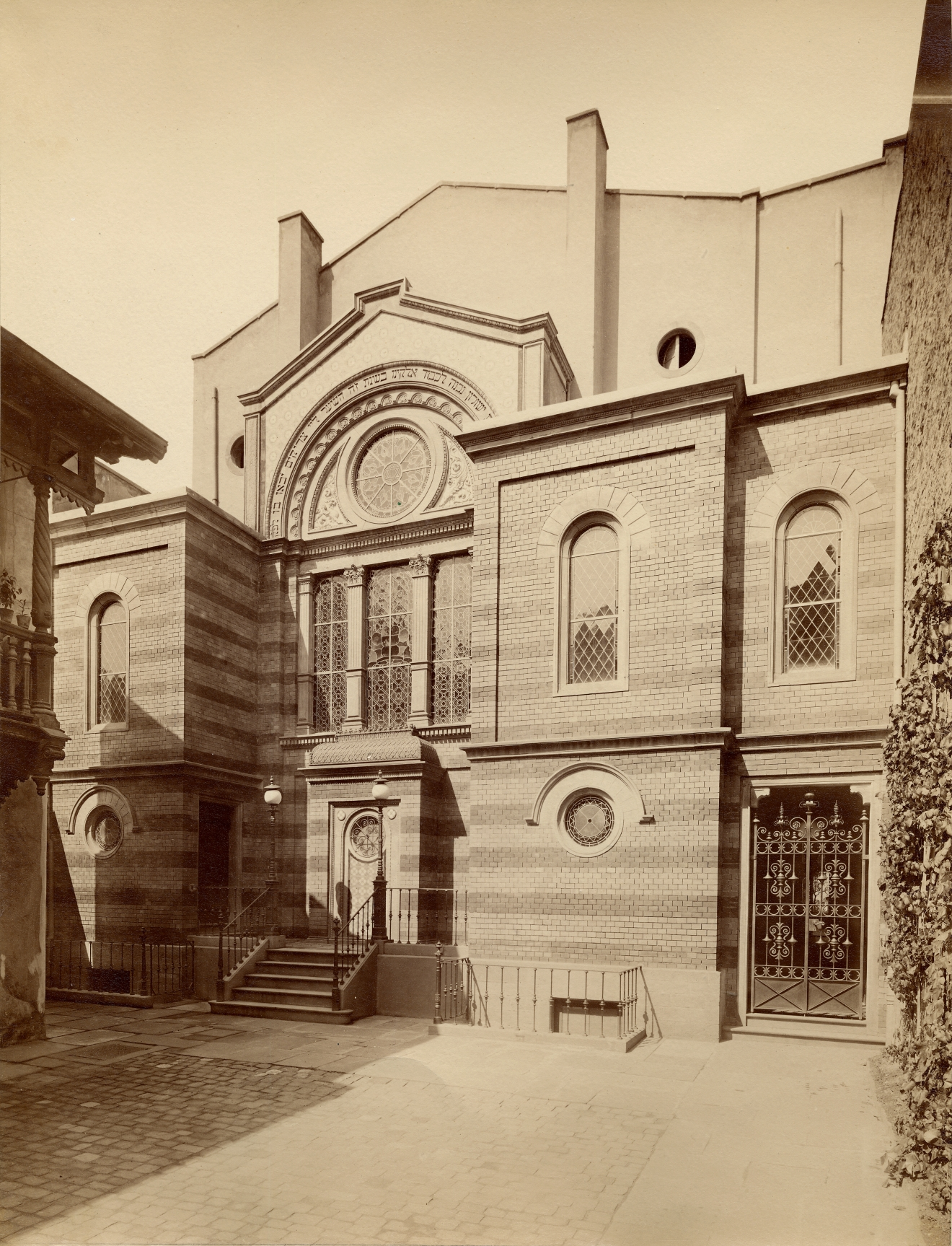
Synagoge der Israelitischen Religionsgesellschaft in Karlsruhe, um 1900

### Berlin
Die Synagoge Adass Jisroel, gegründet 1869, befand sich zunächst in der Gipsstraße, ab 1904 in der Artilleriestraße 31 (später Tucholskystraße 40) in Berlin-Mitte. Esriel Hildesheimer (1822–1899) war ihr erster Rabbiner. 1880 wurde ein eigener Friedhof in Weißensee angelegt. Die Kehilla wurde 1885 als Körperschaft des öffentlichen Rechts anerkannt, was 1997 nach einem Rechtsstreit mit dem Land Berlin durch den Bundesgerichtshof bestätigt wurde. 2013 gründete sich der Kahal Adass Jisroel in der Tradition der Austrittsgemeinde.
Siehe Hauptartikel Israelitische Synagogen-Gemeinde Adass Jisroel zu Berlin

### Frankfurt am Main
Der erste Synagogenbau der deutschsprachigen Austrittsorthodoxie entstand um 1853 in der Frankfurter Schützenstraße. Der Nachfolgebau Friedberger Anlage 5–6 (1905–1907 erbaut) war einer der geräumigsten jüdischen Sakralbauten Europas. Erst 1928 wurde die Frankfurter Israelitische Religionsgesellschaft eine eigenständige Körperschaft.

### Karlsruhe
Die Karlsruher Israelitische Religionsgesellschaft (Adass Jeschurun) etablierte sich 1869/70 nach erfolgreichem Rechtsstreit; damit war sie formal die erste im deutschsprachigen Raum, die die Trennung konsequent vollzog. Die „Austrittler“ erwarben 1872 ihren eigenen Friedhof, 1881 wurde die Synagoge in der Karl-Friedrich-Straße 16 erbaut.
Siehe Hauptartikel Israelitische Religionsgesellschaft (Karlsruhe)

### Kopenhagen
In Kopenhagen gab es zwei Austrittsgemeinden, von denen heute nur noch eine existiert. Die erste Austrittsgemeinde entstand 1845, gegründet wegen Konflikten um die Reformen des Oberrabbiners Abraham Alexander Wolff. Sie befand sich in der Læderstræde in der Kopenhagener Innenstadt. Diese Synagoge existierte bis in die 1960er Jahre. Die zweite Austrittsgemeinde Machsike Hadas entstand 1910 nach einem Konflikt des damaligen Oberrabbiners Tobias Lewenstein mit der Einheitsgemeinde. Lewenstein und seinen Anhängern war die Einheitsgemeinde zu liberal. Nach mehreren Umzügen ist die Gemeinde heute in der Ole Suhrsgade zu finden. Das Synagogengebäude im Innenhof wurde 1958 gebaut.

### Köln
1884 weihte die Kölner Austrittsgemeinde in der St. Apern-Str. 29-31 ein eigenes Bet- und Lehrhaus ein. 1908 erhielt die Kölner Kultusvereinigung Adass Jeschurun als Körperschaft rechtliche Selbständigkeit. Aus ihren Kreisen heraus initiiert waren ein Lehrerseminar mit angeschlossener Übungsschule Moriah (ab 1907) und das private Jawne-Gymnasium (ab 1919).

### Königsberg in Preußen
1893 eröffnete die Königsberger Austrittsgemeinde Adass Jisroel in der Synagogenstraße 14–15 eine orthodoxe Synagoge. Das Innere der orthodoxen Synagoge wurde beim Novemberpogrom verwüstet. Da aber die anderen beiden Synagogen, die Alte und die Neue Synagoge der liberalen Gemeinde, ausgebrannt waren, diente ein als Gebetsraum hergerichteter Gemeindesaal in Adass Jisroels Synagogenbau danach den Königsberger Juden als Versammlungsort zum Gebet.

### Mainz
1879 erbaute die Israelitische Religionsgesellschaft in Mainz auf Initiative ihres Predigers Raw Marcus (Meyer) Lehmann in der Flachsmarktstraße 23 eine eigene Synagoge, in der 300 Menschen Platz fanden. Ihr Architekt war der Mainzer Stadtbaumeister Eduard Kreyßig.

### München
In der zweiten Hälfte des 19. Jahrhunderts gab es bereits eine orthodoxe Strömung, die sich 1876 von der Hauptgemeinde lossagte und 1892 in der Herzog-Rudolf-Straße eine eigene Synagoge (Ohel Jakob) errichtete. Ihr erster Rabbiner war Heinrich Ehrentreu.

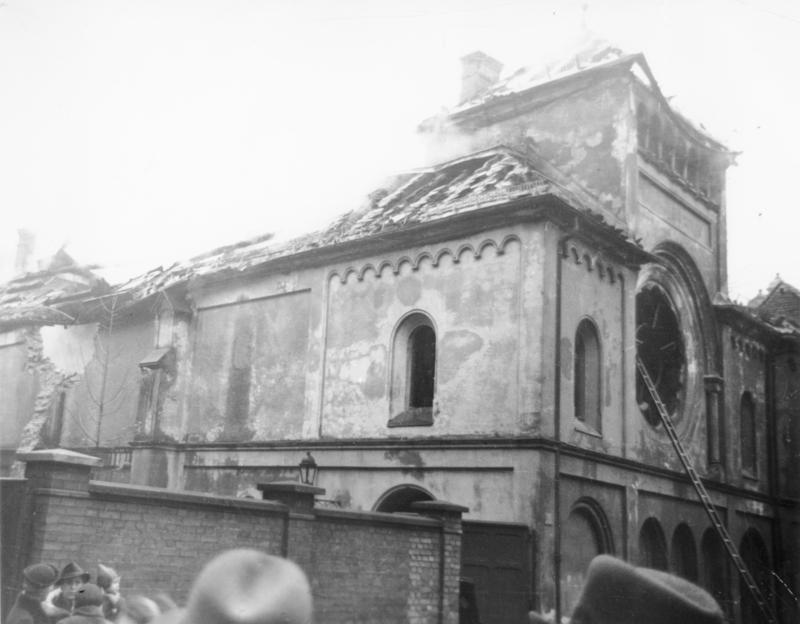
Zerstörte Synagoge Ohel Jakob in München, 1938

### Nürnberg
1874 als Verein in der Einheitsgemeinde gegründet, baute sich Adas Jisroel bzw. die Israelitische Religionsgesellschaft 1902 eine eigene Synagoge in der Essenweinstraße 7.

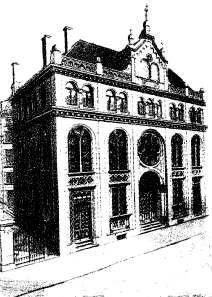
Synagoge Adas Jisroel in Nürnberg

### Wien
Aus einem kleinen Bethaus hervorgegangen, wurde von 1858 bis 1864 die Wiener Schiffschul mit ihrer Organisation Adas Jisroel errichtet. Sie war eine der frühesten Kehillot der Austrittsbewegung. Erster Rabbiner war Salomon (Schlomo Salman) Spitzer (1811–1893), der bereits seit 1853 der Gemeinschaft vorstand und aufgrund seiner Ablehnung von Modernisierungen stets in Konflikt mit der Wiener Israelitischen Kultusgemeinde stand. Sein Ansuchen zur Gründung einer eigenen Austrittsgemeinde wurde 1874 vom kaiserlichen Ministerium abgelehnt. Weitere Ansätze, diese auch rechtlich zu etablieren, blieben bis in die Gegenwart erfolglos.

### Zürich
Siehe Hauptartikel Israelitische Religionsgesellschaft Zürich.

## Hochschulen, Zeitungen und Organisationen
Mehrere Jeschiwot stehen in engem Zusammenhang mit der Austrittsorthodoxie.
Esriel Hildesheimer gründete 1873 das Rabbinerseminar in Berlin. Salomon Breuer, Schwiegersohn des S. R. Hirsch, initiierte 1893 die Talmud-Hochschule in Frankfurt.
Die Agudas Jisroel als ideologische und politische Interessenvertretung sowie Zeitungen wie Jeschurun, gegründet von S.R. Hirsch, Der Israelit, gegründet von Marcus Lehmann (Mainz) und die in Wien und Bratislava erscheinende Jüdische Presse gehörten ebenfalls in diesen Kontext.

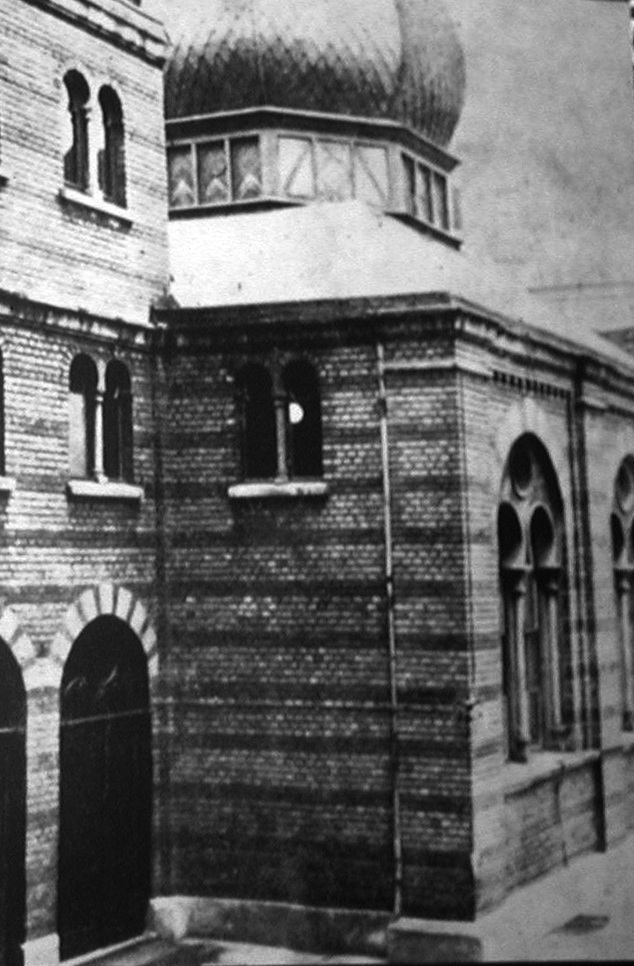
Synagoge Adass Jeschurun in Köln